# بوبكتان (سقز)
قرية بوبكتان (بالكردية: بۆبەکتان) هي إحدى القرى التابعة لـتموغه في ريف قسم مركزي من مقاطعة سقز، في محافظة كردستان الإيرانية.

## السكان
حسب إحصاءات سنة 2006، بلغ إجمالي السكان في بوبكتان 465 نسمة وعدد المساكن 71 مسكن. لغة سكان بوبكتان هي اللغة الكردية و هم من أهل السنة والجماعة والمذهب الشافعي.